# Linia kolejowa nr 893
Linia kolejowa nr 893 – jednotorowa, zelektryfikowana linia kolejowa znaczenia miejscowego, łącząca stację Zabrze Makoszowy ze stacją techniczną Zabrze Makoszowy Kopalnia poprzez stację techniczną KWK Makoszowy.
Linia umożliwia eksploatację Kopalni Węgla Kamiennego Makoszowy przez pociągi jadące zarówno z kierunku Rudy Śląskiej, jak i Gliwic.